# La Frette (Isère)
La Frette település Franciaországban, Isère megyében. Lakosainak száma 1092 fő (2022. január 1.). La Frette Longechenal, Sillans, Bévenais, Saint-Étienne-de-Saint-Geoirs és Saint-Hilaire-de-la-Côte községekkel határos.

## Népesség
A település népességének változása:
| Lakosok száma | 764  | 810  | 870  | 1012 | 1101 | 1108 | 1094 | 1092 | 1093 | 1092 |
|               | 1968 | 1982 | 1990 | 2006 | 2013 | 2015 | 2017 | 2019 | 2020 | 2022 |